# Tannet xứ Pagan
Tannet (tiếng Miến Điện: တန်နက်, phát âm [tàɰ̃ nɛʔ]; 859–904) là một nhân vật quan trọng trong lịch sử ban đầu triều đại Pagan Miến Điện (Myanmar). Là con trai của Vua Pyinbya, người đã sáng lập ra thành Pagan (Bagan), Tannet tiếp tục di sản của cha mình và đóng vai trò quan trọng trong lịch sử của triều đại này.
Tannet cai trị triều đại Pagan từ khoảng năm 876 đến 904. Ông được biết đến với niềm đam mê về ngựa và là một người rất thành thạo trong việc cưỡi ngựa. Triều đại Tannet kết thúc đột ngột khi ông bị ám sát bởi Sale Ngahkwe, người hầu cận chăm sóc ngựa của ông, người sau đó đã lên ngôi vua. Tannet là ông nội của Vua Anawrahta, người sáng lập Đế quốc Pagan, sau này sẽ thống nhất phần lớn vùng đất Myanmar ngày nay.
Các ngày tháng chính xác về ngày sinh, thời gian trị vì và cái chết của Tannet có nhiều phiên bản khác nhau trong các biên niên sử Miến Điện. Zatadawbon Yazawin, biên niên sử cổ nhất, được coi là đáng tin cậy nhất cho giai đoạn này. Tuy nhiên, giống như các vị vua khác của triều đại Pagan ban đầu, các biên niên sử khác nhau cung cấp các dòng thời gian khác nhau.
| Biên niên sử                    | Sinh-mất | Tuổi | Trị vì  | Thời gian trị vì |
| ------------------------------- | -------- | ---- | ------- | ---------------- |
| Zatadawbon Yazawin              | 859–904  | 45   | 876–904 | 28               |
| Maha Yazawin                    | 841–876  | 35   | 858–876 | 18               |
| Yazawin Thit và Hmannan Yazawin | 851–906  | 55   | 878–906 | 28               |
| Hmannan điều chỉnh              | 879–934  | 55   | 906–934 | 28               |

Triều đại Tannet được đánh dấu bởi cái kết bi thảm và sự chuyển giao quyền lực thông qua ám sát, làm nổi bật sự bất ổn và âm mưu đã đặc trưng cho thời kỳ Pagan ban đầu. Mặc dù vậy, dòng dõi của ông vẫn tiếp tục đóng vai trò then chốt trong sự phát triển Đế quốc Pagan, với việc cháu trai của ông, Anawrahta, thống nhất thung lũng Irrawaddy.